# Bakeneko

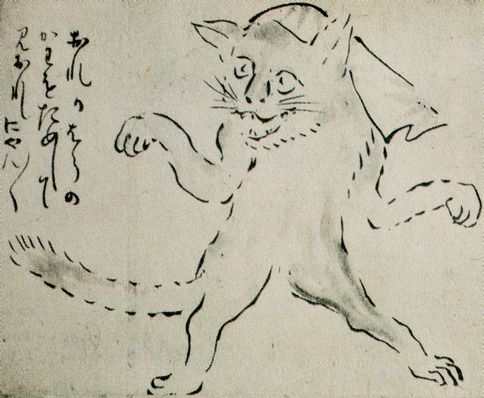
„A Szaszakibara család bakenekoja" (榊原家の化け猫) Josza Buszon Buszon Jókai Emakijából. Egy macskát ábrázol Nagojában, ami fején kendőt visel és táncol. A könyv szerint „minden éjjel, nekomata (猫また) kimegy és táncol". A kétfarkú nekomatával ellentétben ennek a macskának csak egy farka van.

A bakeneko (japánul: 化け猫, „alakváltó macska”) egy macska, amiből jókai lett, avagy természetfeletti lény a japán folklórban. Gyakran keverik össze a nekomatával, egy másik macskaszerű jókaival, mivel a különbség kettőjük közt gyakran homályos. Számos bakeneko legenda terjedt el Japán több részén, de a Szaga prefektúrai Nabesima bakeneko incidens különösen híressé vált.

## Eredete
Az ok, amiért a macskákat jókainak tartották a japán mitológiában, számos jellegzetességükre visszavezethető: például, ahogy íriszük a fényviszonyoktól függően változik, szőrük szikrázik simogatásnál a statikus elektromosság miatt (különösen télen), a mód ahogy járnak, anélkül hogy bármilyen zaj jelezné lépteiket, a vad természetük, ami mindig megmarad még ha időnként gyengédséget is mutatnak, hogy képtelenség őket irányítani (a kutyákkal ellentétben), éles karmaik és fogaik, éjszakai életmódjuk, valamint gyorsaságuk és agilitásuk.
A macskákon kívül sok más állat szerepel hasonló tulajdonságokkal jókaiként a régi történetekben: a kígyók makacs kitartása, a rókák (kicune) képessége, hogy női alakban jelenjenek meg, és a tanuki brutalitása a Kacsi-Kacsi Jama Edo kori népmesében. Ennek ellenére, a macskák hozzájuk képest is rengeteg történetben szerepelnek, egyedi helyzetük által a természet és civilizáció határán. Ahogy falvak és városok épültek, és az emberek egyre távolabb kerültek a természettől, a macskák őket követték. És mióta olyan közel éltek az emberekhez, mégis megtartva vad lényüket és titokzatosságukat, történetek kezdtek keringeni róluk, s végül kialakult a bakeneko képe.
Egy néphit szerint a bakeneko a keleti lámpások olaját nyalogatja, és az Edo kori enciklopédia, a Vakai Szanszai Zue (Három Világ Képes Lexikona) leírásában ez az olajat nyalogató macska ómen valami furcsa esemény bekövetkezésére. Az emberek abban az időben olcsó halolajat, például szardínia olajat használtak a lámpásokba, ami megmagyarázza, mi késztette erre a macskákat. Valamint, akkoriban a japánok ételei főleg zöldségből és gabonából álltak, s ezek maradékával etették a macskákat. Viszont mivel a macskák húsevők, ebből nem nyertek elég proteint és zsírt, így még inkább vonzotta őket a lámpaolaj. És a látvány, ahogy egy macska két lábra áll hogy elérje a lámpást, megvilágított arccal és kerek szemekkel, természetellenes és hátborzongató képet festhetett, akárcsak egy jókai.
A titokzatos légkört ami a macskákat körülveszi, a prostituáltakról kialakult képpel azonosították, akik az Edo kori vöröslámpás negyedekben dolgoztak. Ez az eredete egy híres kuszazósi karakternek, a bakeneko júdzsónak.

## Néphit
Ahogy ez igaz a nekomatára is, a másik macskaszerű jókaira aminél úgy tartják, farka kettéválik mikor felnő, a japán néphiedelmek szerint a bakeneko idősebb macskákból alakul ki. Történetek szólnak bakeneková változott macskákról, amiket tizenkét évig neveltek Ibaraki prefektúrában és Nagano prefektúrában, avagy tizenhárom évig az Okinava prefektúrai Kunigami körzetben. A Hirosima prefektúrai Jamagata körzetben a hiedelem szerint ha egy macskát hét évig vagy tovább neveltek, az megölte gazdáját. Ennek hatására, számos más régióban mikor valaki magához fogadott egy macskát, előre eldöntötték, hány évig fogják nevelni. Ezen kívül elterjedtek azok a történetek is, mikor egy emberek által brutálisan megölt macska vált bakeneková, és megátkozta gyilkosát. Így a bakeneko nem pusztán idős macskákból születhetett, hanem hogy bosszút álljon a kegyetlen embereken.
A bakeneko sokféle képességet birtokol, ezek közt van az alakváltás emberi formába, a táncolás törülközőt vagy kendőt a fején viselve, az emberi beszéd, a megátkozás, a holtak irányítása, a megszállás, és a hegyekben rejtőzködés farkasokkal, akiket a gyanútlan turistákra uszítanak. Egy különös eset a Mijagi prefektúrai Osika körzetben, Adzsi szigetén, egy alakváltó macskáról számol be ami emberré változott, és szumózni akart.
Habár, ami a legendát illeti mely szerint a macskák képesek emberi beszédre, érdemes kihangsúlyozni hogy az emberek a macskanyávogást félrehallhatják, és emiatt vannak, akik szerint a macska nem egy jókai típus. 1992-ben (Heiszei 4) egy újságcikk jelent meg egy esetről, amikor állítólag beszélni hallottak egy macskát, de az emberek másodszori hallás után rájöttek, csupán nyávogott, és hangja a véletlen folytán hasonlított az emberi nyelvre.
Az Edo korszakban (1607-1867) terjedt el a néphit, mi szerint a macskák hosszú, kígyóra emlékeztető farokkal képesek voltak megbabonázni az embereket. Ezért nem kedvelték őket, és a hagyományt követve levágták a farkukat. Vannak elméletek, hogy ez állhat amögött, hogy Japánban annyi a rövidfarkú macska, mivel a természetes kiválasztódás nekik kedvezett.
A néphit, hogy a macskák különös eseményeket képesek okozni, nem csak Japánban jelenik meg. Például Kína Csöcsiang tartományában úgy tartották, ha egy macskát háromnál több évig nevelnek, megigézi az embereket. A babona szerint a fehér farkú macskák különösen jók ebben, így elterjedt a szokás, hogy ódzkodtak fehér macskát tartani. Mivel az emberek megbabonázására a folklór szerint a hold spirituális energiából nyertek erőt, azt mondták, mikor egy macska felnéz a holdra, akár vágott vagy vágatlan a farka, azonnal meg kell ölni.

### A Nabesimabakenekoincidens
Egy híres bakeneko legenda Nabesima Micusige idejében játszódik, aki a második daimjó volt Szaga tartományban, Hizen provinciában. Rjúzódzsi Matasicsiró Micusigét szolgálta, valamint ellenfele volt góban. Egy napon Rjúzódzsi magára haragította Micusigét, aki kivégeztette. Rjúzódzsi anyja, miután elmondta mély fájdalmát macskájának, öngyilkos lett. A macska belenyalt a kiömlött vérbe, és bakeneková vált. Minden éjjel a kastélyba ment, és Micusigét gyötörte. Micusige hű szolgája, Komori Hanzaemon végül végzett vele, és megmentette a Nabesima családot.
Történelmi szempontból nézve, a Rjúzódzsi-klán gyökerei régebbre nyúltak a Nabesima-klánnál Hizenben. Rjúzódzsi Takanobu halála után segédje, Nabesima Naosige vette át a hatalmat, és miután Takanobu unokája, Takafusza meghalt, apja, Maszaie is öngyilkos lett. Ezután, miután a Rjúzódzsi-klán megmaradt tagjai zavart keltettek közösségi életben a Szaga kastély környékén, Naosige, hogy lecsendesítse a Rjúzódzsikat, megépíttette a Tenjúdzsit (Tafuse, Szaga). Ez lehetett a zavargás oka, és úgy vélik, a bakeneko egy megszemélyesítése volt a Rjúzódzsik haragjának. Valamint, a tény hogy a Nabesima-klán örökölte a hatalmat a Rjúzódzsi-klántól önmagában nem volt probléma, de Takanobu halála, majd Nabesima Kacusige fiának hirtelen halála miatt vélekednek úgy, hogy ez a kaidan e balszerencsés események lánca által születhetett.
A legenda későbbiekben sibai (színjáték) is lett. A Kaei korszakban (1848-1854) mutatták be először a Nakamura-zában, mint „Hana Szagano Nekoma Isibumi Si" (花嵯峨野猫魔碑史). A „Szagano" a címben egy hely neve Tokió prefektúrában, de ez egyben egy szóvicc volt a "szaga" szóra utalva. A darab nagy népszerűségre tett szert egész Japánban, de miután panasz érkezett Szaga tartományból, az előadásokat leállították. Viszont, mivel a macsi-bugjó (a sógunátus egy szamuráj hivatalnoka) aki beadta a panaszt a színdarab beszüntetésére, Nabesima Naotaka volt a Nabesima-klánból, a pletyka a bakeneko incidensről még inkább elterjedt.
Ezután a történet még inkább elterjedt a „Szaga no Jozakura"  (佐賀の夜桜)  kódan és a „Szaga Kaibjóden" (佐賀怪猫伝) történelmi feljegyzéseket tartalmazó könyv által. A kódanban (tradicionális szóban történő japán elmesélés) Rjúzódzsi özvegye mondta el fájdalmát macskájának, ami ezután bakeneko lett, majd megölte és megette Komori Hanzaemon anyját és feleségét. Majd felvette alakjukat, és átkot bocsátott a családra. A történelmi feljegyzésben az eset nem kapcsolódott a Rjúzódzsi eseményhez, hanem egy macska, akit Nabesima földesura, Komori Handajú bántott, bosszút állt és megölte majd felfalta a földesúr kedvenc ágyasát, felvette alakját, és kárt okozott a családban. Itó Szóda pusztította el.
A Sóva-kor (1926-1989) kezdetén kaidan filmek jelentek meg, mint a „Szaga Kaibjóden" (佐賀怪猫伝) és a „Kaidan Szaga Jasiki" (怪談佐賀屋敷), amik egész népszerűek lettek.
A színésznők, mint Irie Takako és Szuzuki Szumiko akik a bakeneko szerepét játszották, híressé váltak mint „bakeneko színésznők".

### Egyéb írások

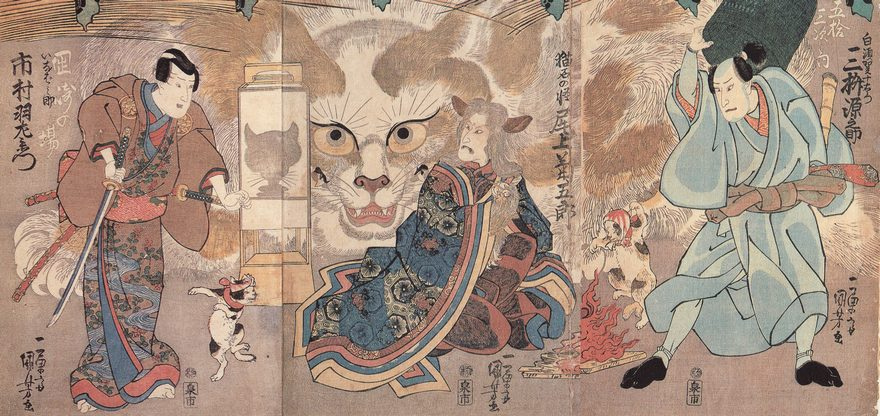
"Ume no Haru Godzsúszancugi" (梅初春五十三駅) Utagava Kunijosi műve. Egy kabuki, amit 1835-ben (Tenpo 6) adtak elő az Icsimura-zaban. A képeken egy macska látható amint idős asszonnyá vált, egy macska aki kendőt viselve a fején táncol, és egy macska árnyéka, amint épp a lámpást nyaldossa.

A macska, mint jókai szerepe az irodalomban régre nyúl vissza, egészen a Kamakura-korszakig (1185-1333). A szecuva (szájhagyomány útján terjedő népmesélés a 14. sz. előtt) gyűjtemény, a Kokon Csomondzsú ebből az időszakból tartalmaz feljegyzéseket, amikben a macskák furcsa és gyanús viselkedést mutattak, azt írva „talán ezek démonokká váltak". A régi történetek a bakenekoról templomokkal kapcsolatosak, de úgy tartják, emögött az állhat, hogy mikor a buddhizmus eljött Japánba, ahhoz, hogy a szútrákat (szent írásokat) megvédjék a patkányok kártékonyságától, macskákat hoztak ellenük.
Az Edo-korban (1603-1867), a bakeneko történetek esszékben és különféle kaidan gyűjteményekben jelentek meg. Mesék jelentek meg macskákról, akik emberré változtak és beszéltek, olyan publikációkban mint a „Tóen Soszecu" (兎園小説), a "Mimibukuro" (耳嚢), a „Sin Csomondzsú" (新著聞集), és a „Szeiban Kaidan Nikki" (西播怪談実記). Hasonlóképp, táncoló macskák történeteit láthatjuk a „Kassi Javában" (甲子夜話), és az „Ovari Rjóikiben"(尾張霊異記). A „Mimibukuro" negyedik fejezetében azt állítják, hogy bármelyik macska ami elmúlik tízéves, elkezd emberi nyelven beszélni,  és a macskák, amik egy macska és egy róka keresztezéséből születtek, ennél is hamarabb képessé válnak erre. Az alakváltó macskákról szóló történetek szerint, az öreg macskák gyakran veszik fel idős nők képét. Az Edo-kor volt a bakenekokról szóló kaidanok aranykora, és egy olyan sibai, mint a „Nabesima Bakeneko Incidens" előadása még egy lapáttal rátett a téma népszerűségére. 
A Harima provinciai Makidaniban (a mai Siszó, Hjógo prefektúra területén) szóbeszéd terjedt egy emberről Karakavában, aki bakeneko volt.  Ugyanez a történet fellelhető a provincián belül Tanigucsiban (Fukuszaki falu, Dzsinszai terület), ahol állítólag a bakenekot aki gondott okozott egy helyi lakosnak, kivégezte valaki a templomból. Ez a bakeneko védett volt minden nyíllal és golyóval szemben csagama fazékjának köszönhetően. Ezek a mítoszok, mint mikor Szuszanoo elpusztította Jamata no Orocsit hasonlítanak abban, hogy a hely régi családai is szerepet játszottak.
1909-ben újságcikkek jelentek meg macskákról, amik táncra perdültek a tokiói Hondzsó környék bérelt házaiban, olyan lapokban, mint a Sports Hocsi, a Jorozu Csóhó, és a Jamato Sinbun.

## Egyebek
A népszerű szerencse totem, a maneki-neko (招き猫, „integető macska") ami boltok bejáratánál látható, szintén a bakeneko egy típusa. 

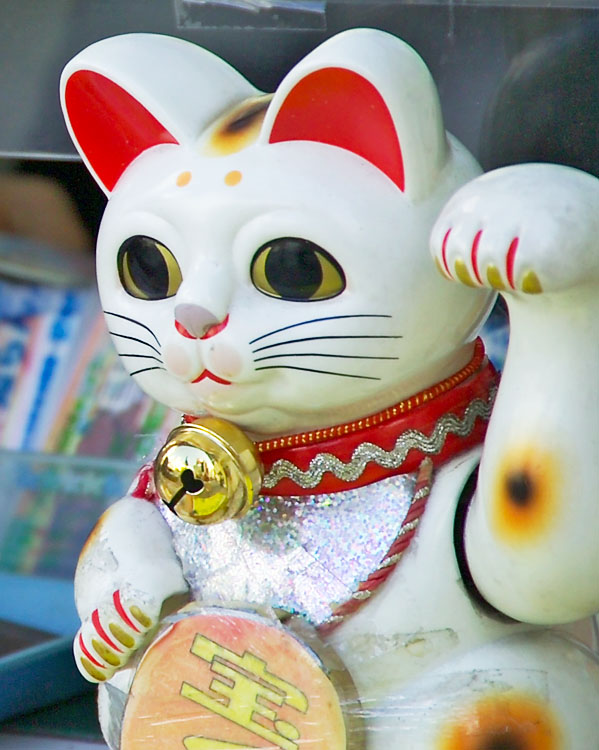
Maneki-neko

Egy híres bakeneko történet egy Takaszu Genbei nevű férfiról szól, kinek édesanyja teljesen megváltozott, miután eltűnt a macskája. Mindenki társaságát kerülte, még a családjáét és barátaiét is, az ételt pedig egyedül fogyasztotta szobájában. Mikor a család kifigyelte, egy macskaszerű szörnyet láttak a nő ruháiban, amint állati tetemeket rágcsál. Takaszu, aki továbbra is szkeptikus maradt, lemészárolta a lényt ami az anyjának álcázta magát, és egy napra rá az asszony teste visszaváltozott az eltűnt macskáévá. Takaszu ezután feltépte a padlót anyja szobájában, és ott találta meg elrejtett csontjait, amikről minden hús le lett rágva.

## Fordítás
Ez a szócikk részben vagy egészben  a   Bakeneko című angol Wikipédia-szócikk fordításán alapul.  Az eredeti cikk szerkesztőit annak laptörténete sorolja fel. Ez a jelzés csupán a megfogalmazás eredetét és a szerzői jogokat jelzi, nem szolgál a cikkben szereplő információk forrásmegjelöléseként.